# Blåpannad jakamar
Blåpannad jakamar (Galbula cyanescens) är en fågel i familjen jakamarer inom ordningen jakamar- och trögfåglar.

## Utbredning och systematik
Fågeln förekommer i skogar med vattendrag i östra Peru till norra Bolivia och västra Amazonas i Brasilien. Den behandlas som monotypisk, det vill säga att den inte delas in i några underarter.

## Status
IUCN kategoriserar arten som livskraftig.